# اچ‌ام‌اس تونگهام (ام۲۷۳۵)
اچ‌ام‌اس تونگهام (ام۲۷۳۵) (به انگلیسی: HMS Tongham (M2735)) یک کشتی بود. این کشتی در سال ۱۹۵۵ ساخته شد.